# Кубанский щит
«Кубанский щит» (нем. Ärmelschild Kuban) — награда, памятный знак солдат Третьего рейха, участвовавших в обороне Кубанского плацдарма.
Был учрежден 21 сентября 1943 года, всего было вручено около 100 тысяч наград. Награда вручалась вплоть до 1 апреля 1945 года.

## История награды
В результате сокрушительного поражения 6-й армии под Сталинградом возникла угроза окружения группы армий «А», находившейся на Кавказе и группы армий «Дон». Для выхода из сложившейся ситуации Гитлер принял решение бросить силы на защиту Кубанского плацдарма, на котором была создана линия обороны от Азовского моря до Новороссийска.
В течение весны и лета 1943 года 17-я армия под командованием генерал-полковника Руоффа и войска группы армий «А» под командованием генерала-фельдмаршала фон Клейста держали оборону плацдарма, что позволило обеспечить отход немецких и румынских частей из Северного Кавказа и задержать крупные силы Красной Армии.
Чтобы отметить героическую борьбу за Кубанский плацдарм я учреждаю Кубанский щит. Кубанский щит носится на левом рукаве униформы. Кубанский щит учреждается как боевая награда для военнослужащих и всех тех, кто под командованием вермахта с 1 февраля 1943 года с честью сражался за Кубанский плацдарм на суше, в воздухе и на море. Награждение производится от имени генерала-фельдмаршала фон Клейста. Награждаемый также получает сертификат владения. Реализация награды — через Главное командование вооруженных сил. Ставка фюрера, 20 сентября 1943 года, Адольф Гитлер
.

## Критерии награждения
Сухопутные части:
- Служба в течение 60 дней на Кубанском плацдарме.
- Ранение, полученное в период службы на плацдарме.
- Участие в крупной боевой операции на плацдарме.
- Проявление личного мужества[1].

Для частей кригсмарине и люфтваффе существовали отдельные критерии, основанные на системе баллов.